# BND-Außenstelle Husum
Die BND-Außenstelle Husum (legendiert als Bundesstelle für Fernmeldestatistik – Prüfstelle Husum) war von 1956 bis 2019 eine Anlage zur Fernmeldeaufklärung des Bundesnachrichtendienstes (BND) in Husum.

## Liegenschaft
Die Liegenschaft umfasste etwa 4,1 Hektar. Die gesamte Anlage mit ihrem parkähnlichen Garten, dem Baumbestand und teilweise aus Ziegelsteinen angelegten
Fahrwegen steht heute unter Denkmalschutz. Das Hauptgebäude bestand aus einem hartgedeckten eingeschossigen Walmdachbau mit Ziegelfassade. Das südlich ausgerichtete Querhaus wurde später durch einen Anbau erweitert. Auf dem Gelände standen weiterhin nördlich des Hauptgebäudes drei reetgedeckte eingeschossige Gebäude, die als Unterkunfts- und Technikgebäude fungierten und im Heimatschutzstil errichtet wurden. Die Merkmale entsprechen mit dem Zwerchgiebel über dem Haupteingang denen der nordfriesischen Bauernhaustradition. Die ehemals militärische Anlage sollte von Außenstehenden als dörfliche Ansiedlung wahrgenommen werden. Im Süden des Grundstücks lagen Parkplätze, ein Schleppdachgebäude für das Unterstellen von Arbeitsgeräten sowie ein Trafogebäude.

## Geschichte
Im Jahr 1938 richtete die Wehrmacht eine Horch- und Peilstelle auf dem Gelände ein, welches im zur Gemeinde Backenswung (1946 nach Husum eingemeindet) gehörenden Stadtteil Hockensbüll lag. Die Oberfinanzdirektion Kiel bot die Liegenschaft 1956 dem Bundesnachrichtendienst an. Dieser übernahm das Gelände am 4. Februar 1957, installierte noch im selben Monat Antennen und nahm mit einer Rumpfbesatzung von fünf Mann den Betrieb unter der Legende „Bundesstelle für Fernmeldestatistik – Prüfstelle“ auf. Im Jahr 1958 wurde eine Peilstelle vom Standort Ritterhude auf den Porrenkoog nordwestlich der Peilstelle verlegt. Die Howaldtswerke errichteten im gleichen Jahr Antennenmasten für das Heptagon-System. Bis 1960 wuchs die Belegschaft auf etwa 50 Mitarbeiter an und 1965 wurde die Peilstelle in einen Neubau nahe der Horchstelle, 500 Meter vom alten Standort entfernt. Später wuchs die Außenstelle auf fast 100 Mitarbeiter an, die im Schichtdienst arbeiteten. Sie war in Nachrichtengewinnung und -bearbeitung aufgeteilt.
Der Aufklärungsauftrag lag mindestens bis 1968 im maritimen Bereich. Dazu zählten sowjetische Militär- und Handelsschiffe in Nord- und Ostsee sowie im Mittelmeer. Mit dem Marinefernmeldestab 70 wurde seit 1958 ein stetiger Austausch betrieben. In den 1970er Jahren war die Außenstelle als Geräteeinheit „Marinefernmeldekompanie 75“ in die Verteidigungsplanungen des Flottenkommandos einbezogen.
Im August 2016 gab der BND die Tarnung seiner Außenstelle auf, bevor er 2019 das Gelände endgültig verließ.